# Bouzonville-aux-Bois
Bouzonville-aux-Bois település Franciaországban, Loiret megyében. Lakosainak száma 419 fő (2022. január 1.). Bouzonville-aux-Bois Ascoux, Bouilly-en-Gâtinais, Laas és Vrigny községekkel határos.

## Népesség
A település népességének változása:
| Lakosok száma | 215  | 273  | 306  | 400  | 442  | 443  | 428  | 417  | 414  | 419  |
|               | 1968 | 1982 | 1990 | 2006 | 2013 | 2015 | 2017 | 2019 | 2020 | 2022 |